# Adriana Kučerová
Adriana Kučerová (* 24. února 1976 Lučenec) je slovenská sopranistka.
Vystudovala Vysokou školu múzických umění v Bratislavě a Conservatoire national supérieur de musique et de danse de Lyon ve Francii.
Kučerová vystupovala na světových operních scénách, Bayerische Staatsoper, Glyndebourne Festival Opera, Dallas Opera, Theater an der Wien, Berlin State Opera a dalších. Spolupracovala s dirigenty, jakými jsou Daniel Barenboim a Vladimir Jurowski.